# Crisocol
Crisocolul este un silicat de cupru hidratat.